# Giacomo Albé
Giacomo Albé (* 18. Juli 1829 in Viadana; † 27. Juni 1893 in Mailand) war ein italienischer Maler, der als Porträtist bekannt wurde.

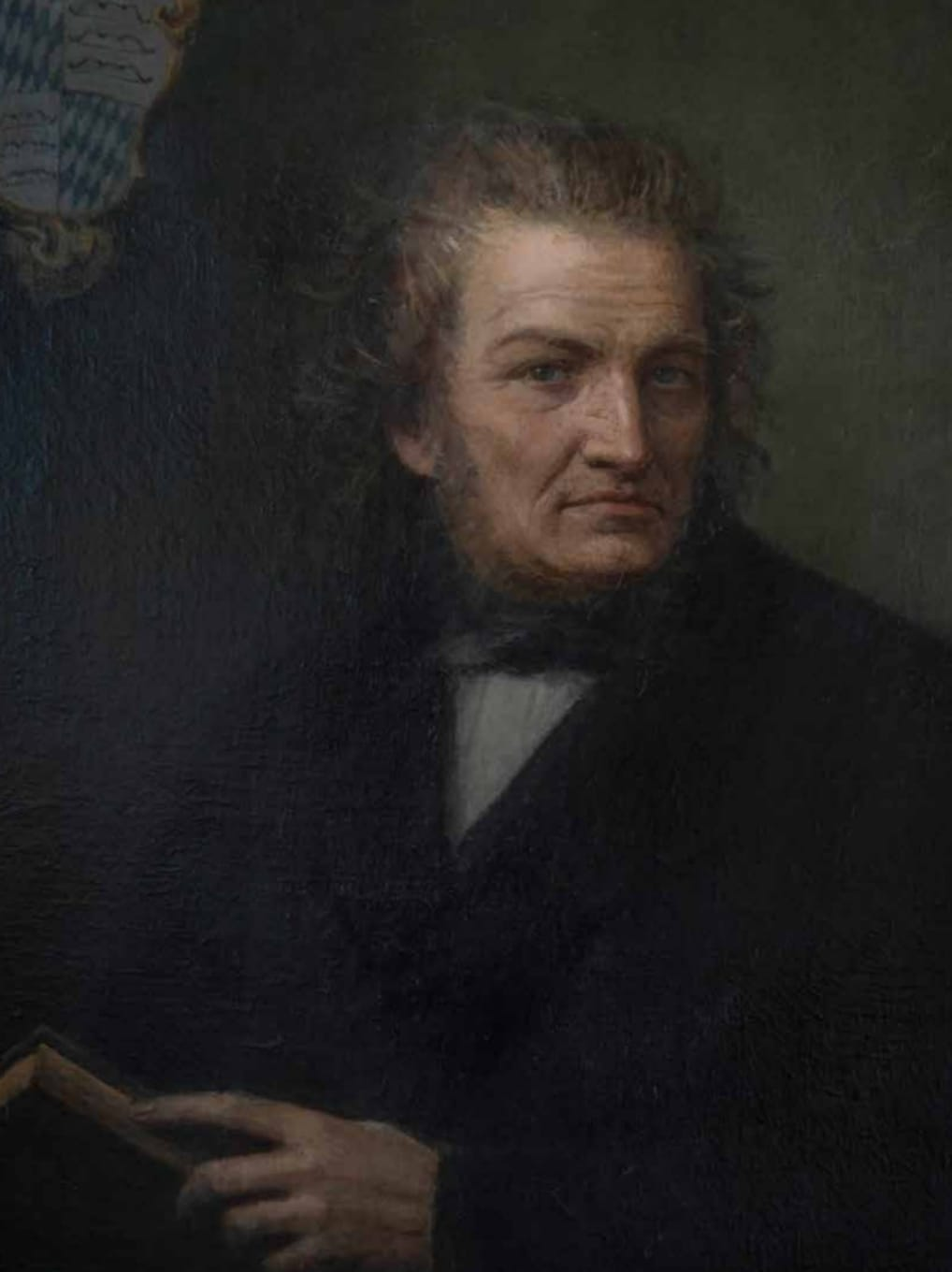
Giacomo Albé, Porträt des Luigi d’Arco

## Leben
Giacomo Albé stammt aus einer bürgerlichen Familie. In Casalmaggiore lernte er den Maler Giuseppe Diotti (1779–1846) kennen. Später zog er nach Rom, wo er wahrscheinlich die Accademia di San Luca besuchte. 1868 nahm er an einer Gruppenausstellung im Liceo Virgilio in Mantua teil. Giacomo Albé ist für seine Porträts bekannt, in denen er das Innere der Seele mit warmen und weichen Farben einfängt. Es ist eher ein Eindruck von Häuslichkeit als eine Hervorhebung des Charakters. Das Porträt Viktor Emanuels II. aus dem Jahr 1866, das in Mantua aufbewahrt wird, drückt eine psychologische Innerlichkeit aus.
Giacomo Albé war Mitglied der Accademia Virgiliana in Mantua und lehrte möglicherweise an der Akademie von Brera. Er malte den Sohn der Frau Sola Busca, der 1888 in Bologna ausgestellt und an die Gräfin Fanny Magnaguti Revedin verkauft wurde. Albé malte auch Porträts von Maria Fochessati, Vittoria Capilupi, Bice Melzi d'Eril, Graf Giampiero Porro, Marquis Sordi, Fanny Magnaguti Revedin und Ippolito Nievo. Albé wird das Porträt von Luigi d’Arco zugeschrieben, das im Palazzo D’Arco in Mantua aufbewahrt wird. Albé malte ein posthumes Porträt des Senators Giovanni Arrivabene aus Mantua, Ottavio Rumi und Mädchenporträts für Adolfo Naham und Graf Carlo Borromeo.

### Hat er in Kuba gelebt?
Im Allgemeines Lexikon der bildenden Künstler wird Giacomo Albé hypothetisch mit dem in Italien geborenen Maler D. Joaquin Albe identifiziert, der von 1850 bis 1859 in Kuba tätig war. Es wurde angenommen, dass der Künstler Italien aus politischen Gründen verlassen hatte und nach dem Krieg von 1859 in sein Heimatland zurückgekehrt war. Die Identifikation wurde allgemein akzeptiert. Aber nach den Atti von 1856 der Accademia di Belle Arti di Milano in Mailand wurde Giacomo Albé in die Abteilung für Zeichnung aufgenommen, so dass die kubanische Periode unterbrochen sein müsste.
D. Joaquin Albe hingegen ist Gioacchino Albe, ein Maler aus Bologna, der seine Ausbildung als Zeichner im Atelier von Antonio Basoli (1774–1848), einem angesehenen Maler, Kupferstecher und Bühnenbildner, erhielt.